# Тектити

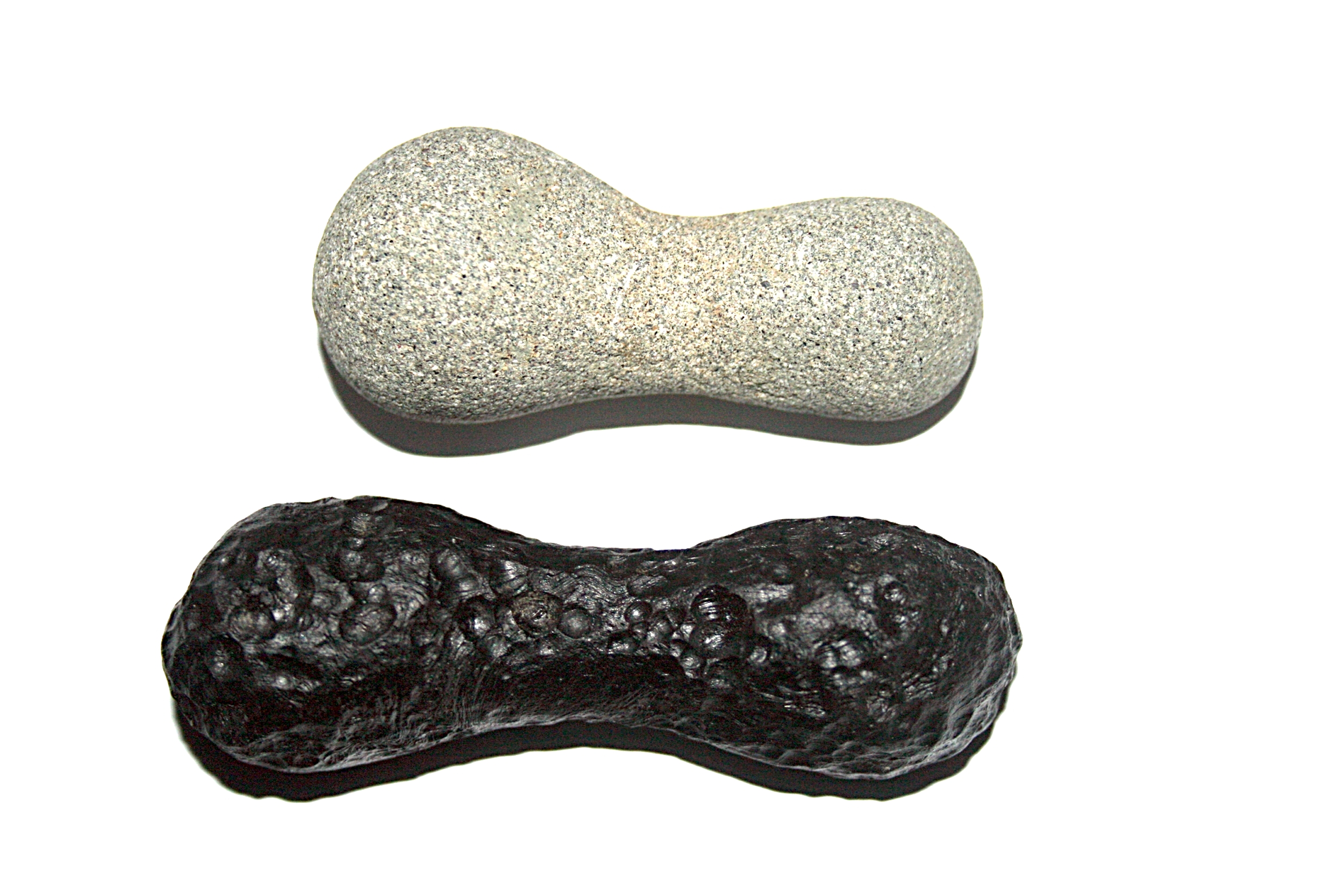
Тектити

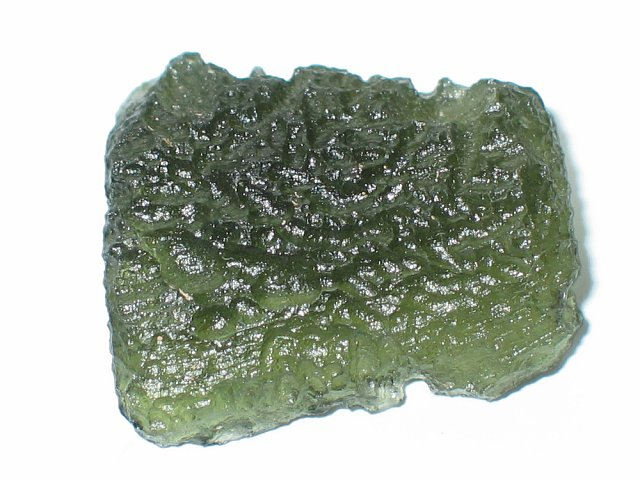
Тектит молдавіт

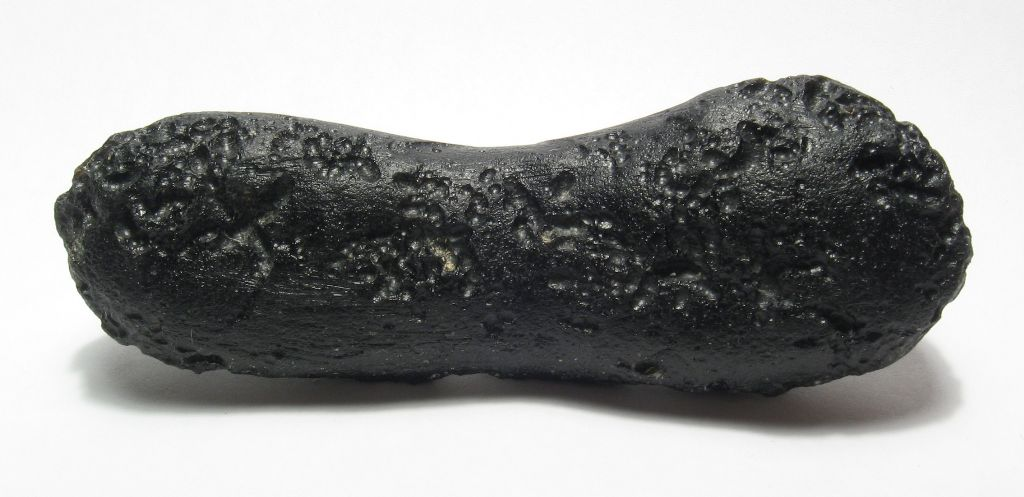
Тектит з Китаю

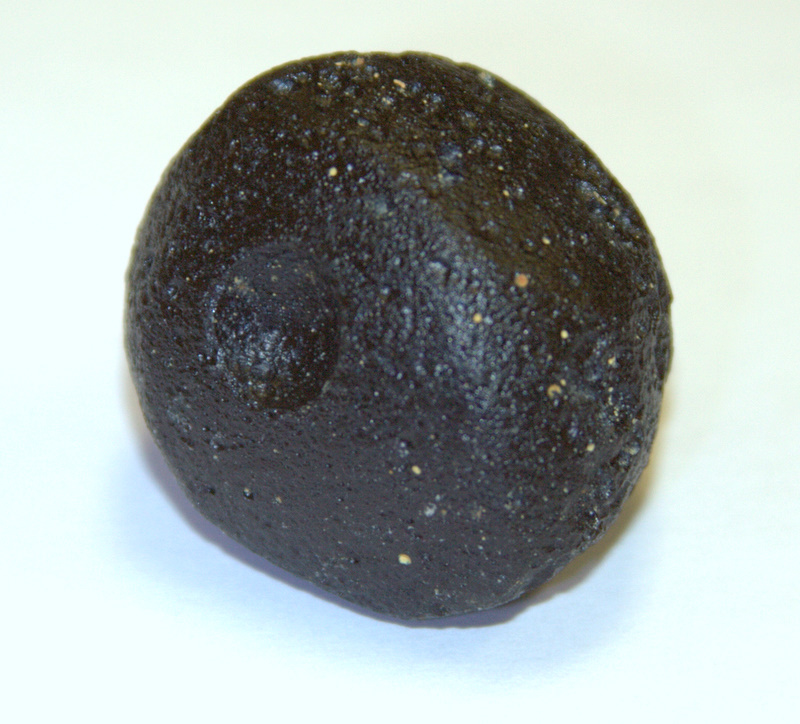
Індочініт

Текти́ти (дав.-гр. τηκτός — «розплавлений») — шматочки темно-зеленого, зеленого, жовтого, іноді чорного чи коричневого скла різноманітної форми розміром до декількох сантиметрів невстановленого походження.
Термін «тектит» уведений австрійським геологом Е. Зюссом у 1900 році. Народні назви тектитів: мі́сячні ка́мені, чо́ртові ку́лі, екскреме́нти зіро́к тощо.
Знайдено тектити на всіх континентах. В залежності від місця виявлення їх називають молдавітами (Молдава — німецька назва річки Влтави) або влтавітами (чеський варіант назви), австралітами, африканітами, філіппінітами (різновиди останніх — бедіасити та різаліти — за назвою племен з Філіппінського архіпелагу), яванітами, індошинітами (з Індокитаю), американітами. Аналоги тектитів — лівіти і тасманіти.

## Гіпотези про походження
Загальновизнаної гіпотези походження тектитів немає. Основні гіпотези генезису тектитів:
- Одна з найпоширеніших гіпотез полягає в тому, що тектити — уламки скла метеоритного походження (тобто сформовані при ударі великих метеоритів об поверхню Землі). Ця точка зору обґрунтовується тим, що тектити завжди знаходять тільки у формі кульок неправильної форми. Досі ніде не знайдено тектитову кору, попри те, що склоподібна поверхня тектиту стійка до ерозії.

- Згідно з іншою гіпотезою, скляні тектити є частинами метеоритів, що пройшли крізь атмосферу Землі, розплавились та затверділи.

- Вулканічна гіпотеза припускає, що тектити можуть мати вулканічне походження.

- Допускається також неземне походження тектитів. Версії цієї гіпотези:
  - тектити виникли внаслідок викиду матеріалу з гравітаційного поля Місяця під впливом метеоритного бомбардування її поверхні;
  - тектити є результатом вулканічної активності на Місяці[1].

- Існує також гіпотеза, що активно розроблялася російським ученим-геологом Е. П. Ізохом.[2] про неземне походження тектитів з «транспортом» їх у складі комет.

- За однією з альтернативних гіпотез, тектити — продукт людської діяльності.

Особливим інтересом для досліджень походження тектитів користується кратер Жаманшин в Казахстані, у якому тектити і продукти удару небесного тіла присутні сумісно.

## Хімічний склад
Складаються головним чином з SiO2 (70-90 %, за іншими даними — до 88,5 %), Al2O3(до 20,5 %), FeO(до 11,5 %), CaO (до 8,5 %). Вміст води у тектитах (у зв'язаному стані) в 100 разів менший, ніж у обсидіані та в 10 разів менше, ніж у імпактитах (різновидах природно утвореного скла). Маса зразків тектитів переважно від 0.065 до 3200 г. Середня густина 2,4. Характерною особливістю тектитів є флюїдальна структура, що свідчить про умови швидкого плавлення і такого ж швидкого охолодження скла. Середній хімічний склад тектитів різко відрізняється від складу природного скла земного походження надзвичайно низьким вмістом води і незмінно низьким відношенням Fe3+ : Fe2+.
Мікропорожнини тектитів заповнені сумішшю з вуглекислого газу, водню, метану і рідкісних газів. Винятком є лівіти, що зустрічаються в Лівійській пустелі і є майже чистим кременистим склом, що містить невелику кількість води.
Встановлено, що тектити протягом свого існування піддавалися температурному впливу, який спричиняв їх «переплавку» (для американітів це відбулося 15 млн років тому, африканітів — 1,25 млн, австралітів — 0,6 млн років тому).

## Зовнішній вигляд
За зовнішнім виглядом і властивостями вони трохи нагадують обсидіан, однак відрізняються від нього за хімічним складом. Деякі з тектитів нагадують маленькі гантелі або блюдця, інші схожі на груші, цибулини, пальці, ґудзики, порожнисті сфери, човники, краплі, ядра, диски, пластини, монети, боби і трилобіти. Деякі зразки мають складну скульптуру, як ніби їх поверхня була роз'їдена. Неспеціаліст цілком може сплутати їх з осколками звичайного пляшкового скла. Розміри їх різні — від крихітних скляних намистин до шматків, порівнянних за величиною з курячим яйцем і важать майже пів кілограма.

## Різновиди
Знахідки тектитів відомі на всіх континентах, у тому числі і Антарктиді, і називаються вони найчастіше відповідно до назви тієї місцевості, де їх знаходять. Найвідоміші різновиди та їх вікові дані:
- молдавіти (інакше — «влтавіни» — від назви річки Влтава від нім. Moldau) знаходять тільки в Південній Чехії між Чеське Будейовіце та Каплице — 14,7 млн років;
- індочініти (знаходять у В'єтнамі, Лаосі, Таїланді і Південному Китаї;
- філіппініти — на Філіппінах — близько 500 тис. років;
- іворити — в Кот-д'Івуарі — від 100 до 500 тис. років;
- ґеоргіаніти — в штаті Джорджія, США — 34 млн років;
- австраліти — в Австралії — від 600 до 850 тис. років;
- яваніти — на Яві — 800 тис. років;
- бедіасити — в штаті Техас, США — 36 млн років;
- лівіти (лівійське скло) — в Лівії — декілька десятків тисяч років;

та ін.

## Використання
Серед стародавніх народів поширювалося чимало легенд, пов'язаних з тектитами. Вони слугували магічними атрибутами, амулетами, їх використовували для лікування тощо. У наш час тектити:
- мають попит у колекціонерів;
- мають велике наукове значення;
- мають попит і високо цінуються як дорогоцінні камені для ювелірних виробів.

Тектити «найсухіші» матеріали з відомих науці, оскільки вміст води, пов'язаної в кристалічній структурі, становить лише близько 0,001 %.